# 三菱Attrage
三菱Attrage（日语：三菱・アトラージュ）乃日本三菱汽車自2013年起所製造發售的緊湊型四門轎車，衍生自第六代三菱Mirage，僅限於泰國、部分亞洲及歐洲國家地區販售。在菲律賓稱作三菱Mirage G4，在澳大利亞則稱為三菱Mirage Sedan。關於其車名，來自英語的「attractive」。

## 概要
在三菱汽車的產品線規劃中，本來將第六代Mirage作為全球戰略車。然而此一策略在東南亞新興市場中失利之後，為了亡羊補牢原廠趕緊開發出名為「Concept G4」的小型四門版概念車，並陸續於2013年3月泰國曼谷車展、同年4月中國上海車展等展會上亮相。

## 歷史
2013年 - 7月正式於泰國市場發售，Attrage將第六代Mirage的車身延長535mm，軸距則延長100mm，同樣由位於春武里府林查班工業園區的三菱汽車泰國第三工廠組裝製造。動力來源為1.2L直列三缸DOHC 3A92型引擎，搭配五速手排或CVT變速系統，可創造出22.22km/l的平均油耗表現。最大馬力為78ps / 6,000rpm，扭力峰值則是100N·m / 4,000rpm。同年10月進軍菲律賓市場，但因為「Attrage」在菲律賓語的發音聽起像「atras（倒退之意）」，所以在該地改成「三菱Mirage G4」。
2014年 - 7月原廠宣布與克萊斯勒墨西哥分公司簽訂5年合約，自同年11月在該地製造組裝換牌的道奇Attitude，並於翌年元月開賣。同年11月10日起，泰國製造的三菱Attrage也引進越南市場。這款車除了進入奧地利、瑞士、比利時、盧森堡等西歐國家之外，也在新加坡、馬來西亞、土耳其與中東等地販售。
2016年 - 自第一季起三菱Mirage G4正式進入美國、加拿大銷售。
2017年 - 6月泰國市場實施小改款，新增LED日行燈、USB插槽等，頂級車款更配置了可以支援Apple CarPlay功能的6.5吋觸控螢幕。
2019年 - 11月18日泰國市場進行第二度小改款，最大的改變在於車頭導入家族特徵「Dynamic Shield」之造型設計，15吋輪圈更換新樣式，新設鑽石白、沙漠黃兩種新車色，高階車款則配有FCM-LS低速前方碰撞預防輔助系統。在內裝方面新增織布車門內飾板、類碳纖維紋路飾板（電動窗開關、儀表板外蓋）以及新式座椅（Mirage為皮革和織布交錯，Attrage為皮革包覆），並換裝成可支援Apple CarPlay的7.0吋多功能顯示螢幕與音響系統。

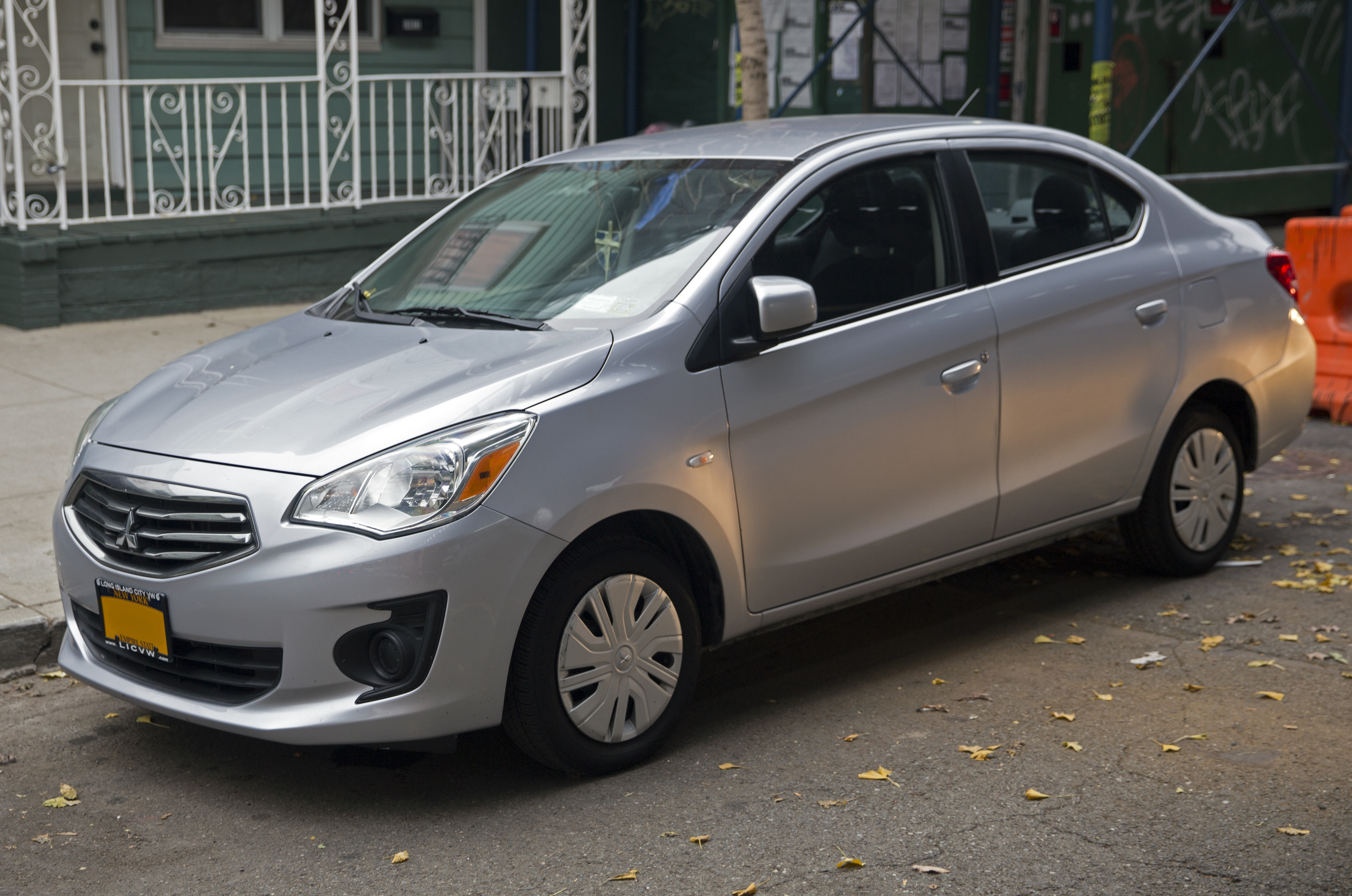
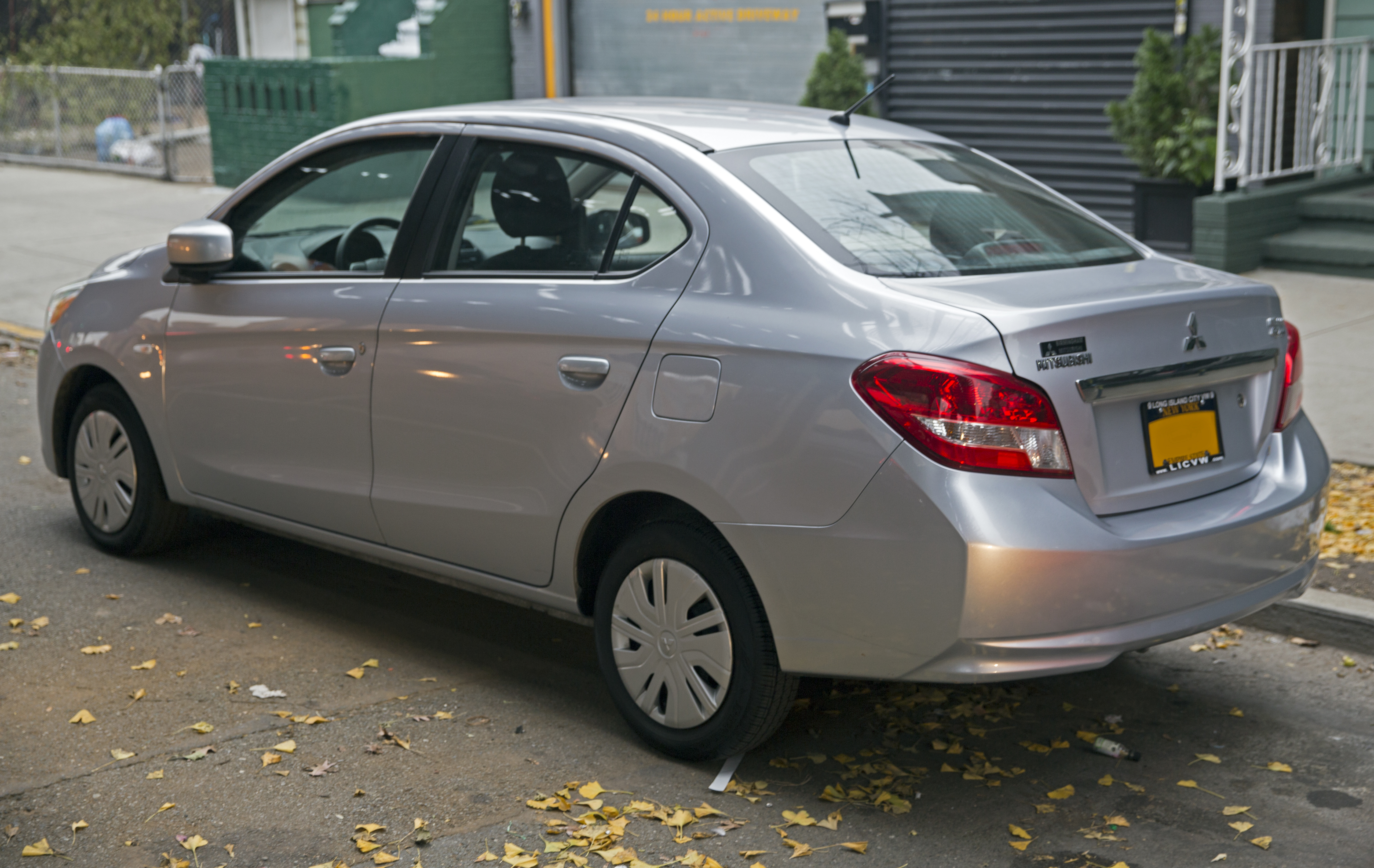
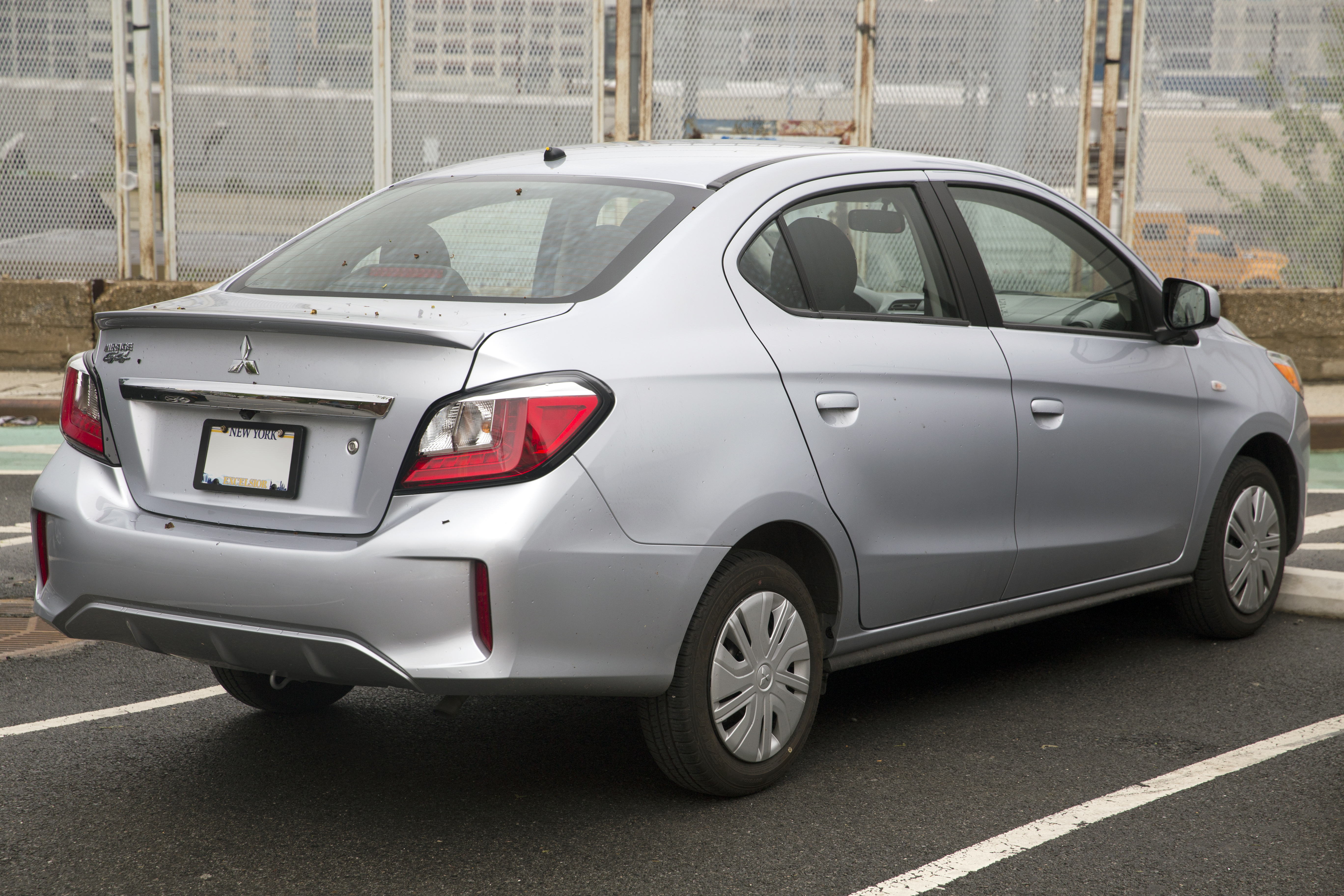
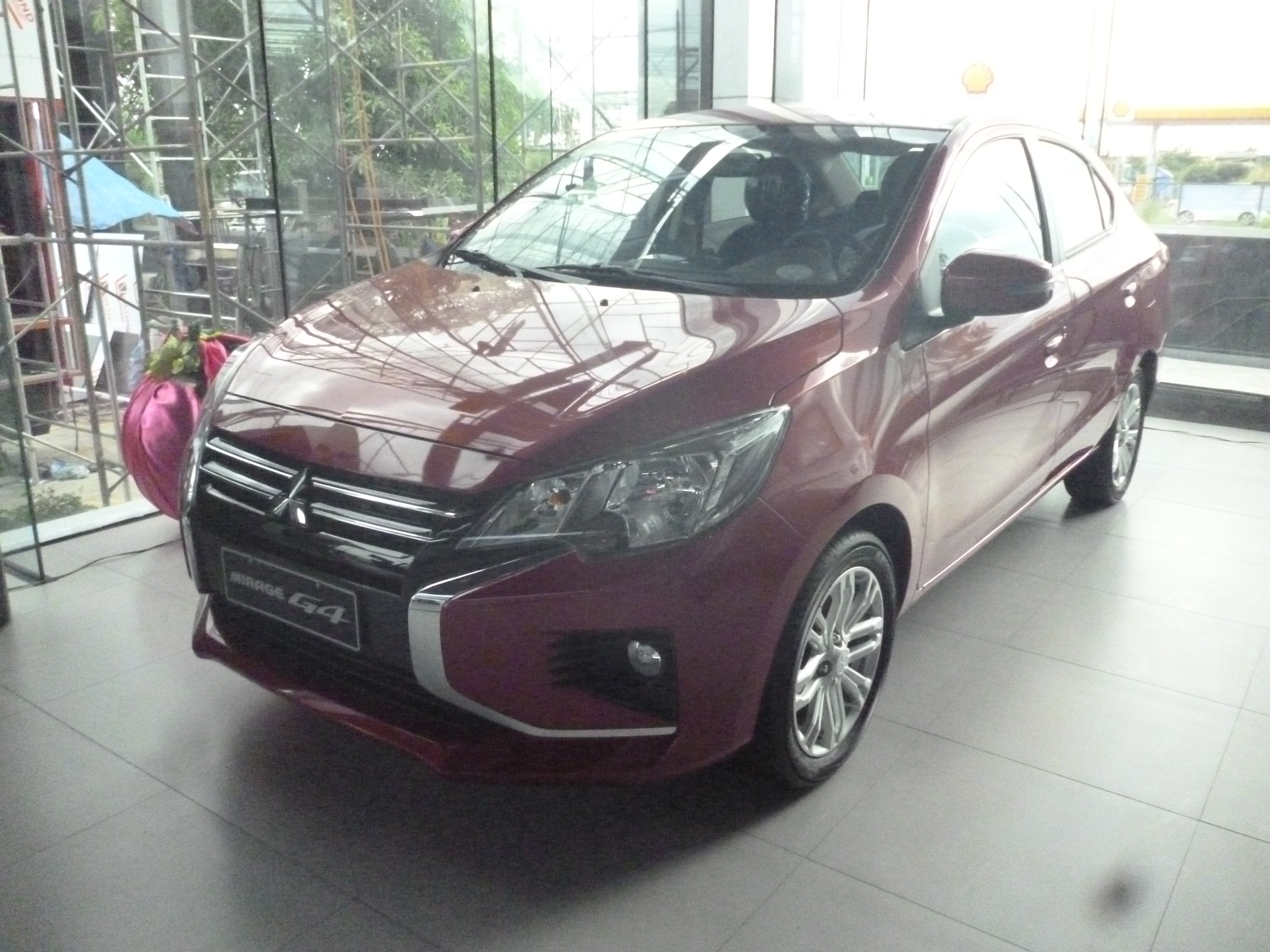
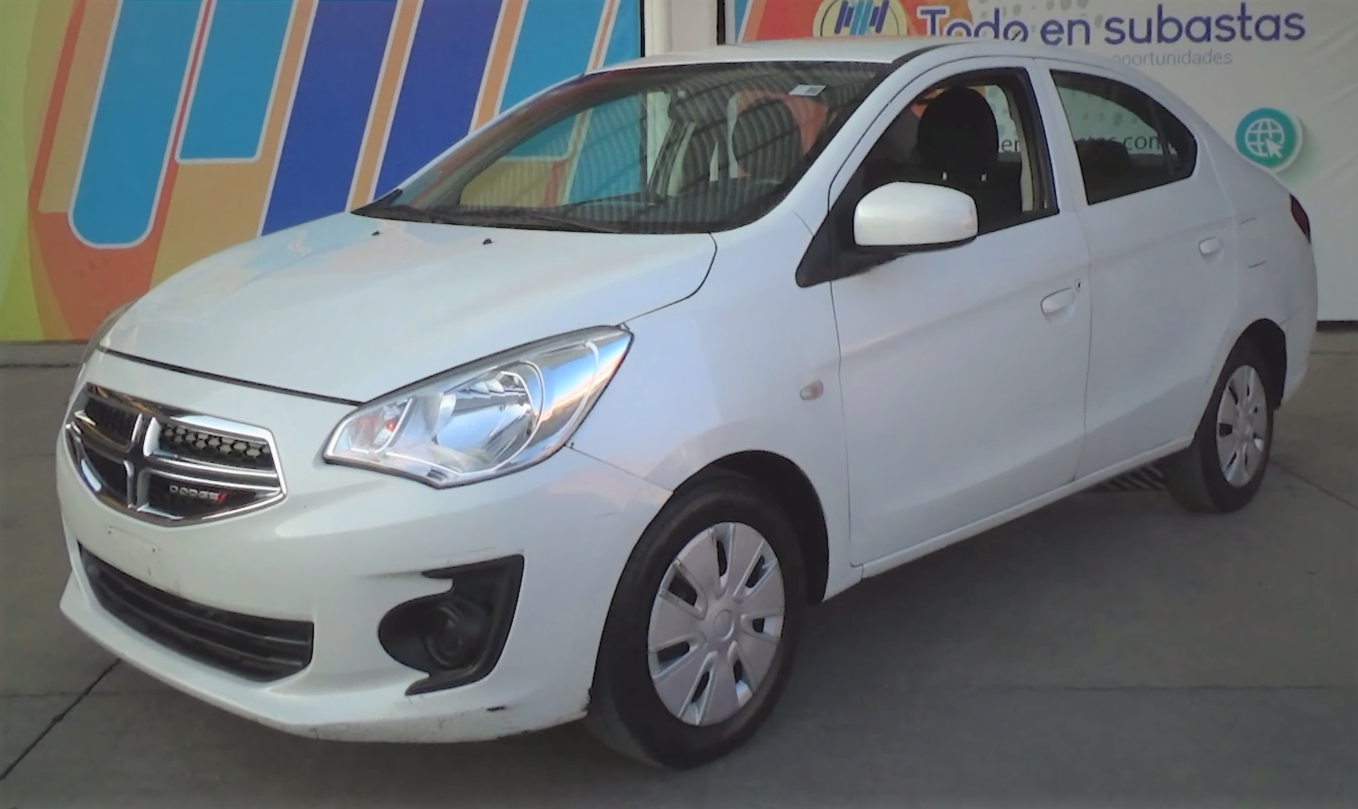
兄弟車道奇Attitude

## 外部連結
- 泰國官方網站 （页面存档备份，存于）
- 菲律賓官方網站 （页面存档备份，存于）